# Daimler Motorkutsche
La Daimler Motorkutsche (o Motorwagen) è una autovettura prodotta nel 1886 dalla Casa automobilistica tedesca Daimler Motoren Gesellschaft.

## Profilo e caratteristiche
Si tratta della prima autovettura realizzata dalla casa tedesca, ma i suoi primati non finiscono qui. È anche la seconda autovettura nella storia a montare un motore a scoppio, la prima in assoluto è stata la Benz Velociped, risalente a qualche mese prima. Inoltre si tratta della prima autovettura a quattro ruote, poiché la Velociped era un triciclo.
In pratica, la Motorkutsche (che in tedesco significa carrozza a motore) consiste in una carrozza a quattro posti equipaggiata da un motore a scoppio. La carrozza è stata costruita dal tedesco Wilhelm Wimpff (che quindi potrebbe essere considerato come il primo carrozziere automobilistico della storia) utilizzando una struttura in legno con rinforzi in acciaio. La Daimler la ordinò l'8 marzo del 1886, pagandola 795 marchi. La carrozza venne consegnata alla Daimler nel mese di agosto.

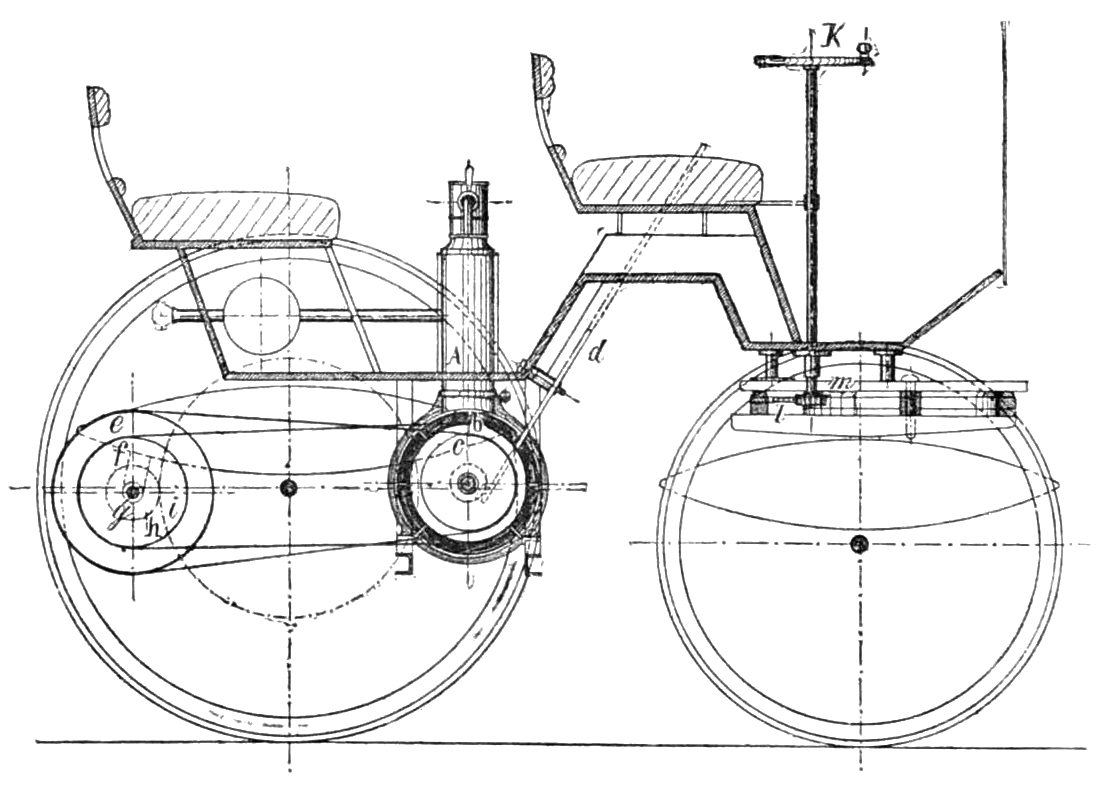
Meccanica

Quanto al motore, era progettato direttamente da Daimler con la collaborazione di Wilhelm Maybach, che supervisionava anche l'assemblaggio del motore presso la vicina officina di Esslingen. Tale motore era un monocilindrico verticale con misure di alesaggio e corsa pari a 70x120 mm, per una cilindrata di 462 cc. Tale motore era sistemato posteriormente, poco prima dell'asse posteriore, ed erogava inizialmente una potenza massima di 1.1 CV a 650 giri/min. La distribuzione era di tipo misto, cioè possedeva una valvola di aspirazione in testa e una di scarico laterale. L'alimentazione si avvaleva invece di un carburatore a lambimento. L'accensione era ottenuta tramite un tubo incandescente che attraversava la camera di scoppio e veniva mantenuto sempre in temperatura da un bruciatore esterno.
La trasmissione avveniva tramite un contralbero che dal motore trasmetteva il moto a due corone dentate fissate alle ruote. La macchina aveva solo due marce in avanti, selezionate tramite il tensionamento di due cinghie su di una puleggia o sull'altra, sistema che fungeva anche da frizione. Il freno era a pattini che agivano direttamente sulle ruote posteriori.
La prima uscita su strada avvenne nel marzo del 1887. Il raffreddamento, inizialmente ad aria, divenne in seguito raffreddato ad acqua, con un abbondante radiatore posteriore, ma di tipo aperto, d'altronde non esistevano ancora carenature di alcun tipo, per cui la meccanica, motore compreso, era esposta e visibile. Ciononostante, all'inizio la vettura soffriva di problemi derivanti dallo scarso raffreddamento del motore, con un consumo di acqua valutabile in 150 litri per 100 km. Perciò, la Motorkutsche passò nuovamente sotto i ferri della fabbrica e l'anno successivo il problema fu risolto, ma non solo: la vettura era leggermente più potente ed arrivava ad erogare 1.5 CV.
Dal punto di vista telaistico, la Motorkutsche montava già delle rudimentali sospensioni con molle a balestra sui due assi. Il telaio stesso era in legno con rinforzi in ferro.

La velocità massima raggiungibile dalla Motorkutsche era di 16–18 km/h.
Le espressioni degli spettatori durante la prima uscita della Motorkutsche erano principalmente di stupore, ma i più scettici parlavano addirittura di una carrozza mossa da forze demoniache!